# Blaston
 (octobre 2023).
Blaston est une paroisse civile et un village du Leicestershire, en Angleterre.